# 西南林业大学
西南林业大学，是云南省的一所以林学学科为主，生物环境学、农、理、工、文、法、管等学科交叉融合、协调发展的高等学校。位于昆明市。

## 历史
前身是1939年成立的云南大学森林系。1958年，成立昆明农林学院。1973年，昆明农林学院林学系与南迁昆明的北京林学院合并办学，成立云南林业学院。1978年，北京林学院迁回北京办学后，独立成立云南林学院，直属中华人民共和国林业部管理。1983年，更名为西南林学院。2000年，由国家林业局直属高校调整为“中央与地方共建、以省为主管理”的高等学校。2009年1月30日，中华人民共和国教育部批准，西南林学院更名为西南林业大学。
西南林业大学有一级学科硕士点3个，二级学科硕士点23个，国家林业局重点学科2个，专业硕士学位点2个，云南省重点学科3个，云南省重点建设学科2个；国家林业局重点实验室1个；本科专业44个，省级重点专业4个；2个省院省校合作建设学科，5个省级、院级重点建设专业，1个省级高新技术人才培养基地。